# Maurice Salabert
Pour les articles homonymes, voir Salabert.
Maurice Salabert est un acteur français, né le 31 janvier 1904 à Paris 9e, mort le 21 octobre 1966 à Nice, (Alpes-Maritimes).

## Biographie
Maurice Salabert, Maurice Lucien Salabert de son nom complet, a tourné plus de cinquante films en seulement dix ans de carrière de 1939 à 1949.

## Filmographie
- 1939 : Bécassine de Pierre Caron
- 1939 : Le jour se lève de Marcel Carné - Un agent
- 1941 : Le Briseur de chaînes ou Mamouret de Jacques Daniel-Norman - Édouard
- 1941 : Chèque au porteur de Jean Boyer
- 1941 : Croisières sidérales de André Zwobada : Le mécanicien-chef
- 1941 : Le Dernier des six de Georges Lacombe  - Un inspecteur
- 1941 : Les Inconnus dans la maison de Henri Decoin
- 1941 : Montmartre-sur-Seine de Georges Lacombe
- 1941 : La Nuit fantastique de Marcel L'Herbier - Un fort des Halles
- 1941 : Premier rendez-vous de Henri Decoin - Un agent
- 1941 : Romance de Paris de Jean Boyer
- 1942 : Le Prince charmant de Jean Boyer - Le patron du café
- 1942 : À la belle frégate de Albert Valentin
- 1942 : L'assassin habite au 21 de Henri-Georges Clouzot - Un agent
- 1942 : La Bonne Étoile de Jean Boyer
- 1942 : Le Comte de Monte-Cristo de Robert Vernay - film tourné en deux époques - Un geôlier
- 1942 : Dernier Atout de Jacques Becker - Un policier
- 1942 : Des jeunes filles dans la nuit de René Le Hénaff
- 1942 : La Femme que j'ai le plus aimée de Robert Vernay
- 1942 : Forte Tête de Léon Mathot
- 1942 : Fou d'amour de Paul Mesnier
- 1942 : L'Honorable Catherine de Marcel L'Herbier - Un inspecteur
- 1942 : Patricia de Paul Mesnier
- 1942 : Signé illisible de Christian Chamborant
- 1942 : Une étoile au soleil d'André Zwobada
- 1943 : Le Mistral de Jacques Houssin
- 1943 : Adémaï bandit d'honneur de Gilles Grangier
- 1943 : Coup de tête de René Le Hénaff
- 1943 : Le Dernier Sou de André Cayatte
- 1943 : L'Escalier sans fin de Georges Lacombe - Le patron de La Fauvette
- 1943 : Feu Nicolas de Jacques Houssin - Le régisseur
- 1943 : Jeannou de Léon Poirier
- 1943 : Le Soleil de minuit de Bernard Roland
- 1944 : Cécile est morte de Maurice Tourneur - Un inspecteur
- 1944 : Les Caves du Majestic de Richard Pottier - Un inspecteur
- 1944 : Farandole de André Zwobada
- 1944 : La Grande Meute de Jean de Limur
- 1945 : Les Clandestins (Danger de mort) de André Chotin
- 1945 : Le Couple idéal de Bernard Roland
- 1945 : François Villon de André Zwobada
- 1945 : Jeux de femmes de Maurice Cloche
- 1945 : Marie la misère de Jacques de Baroncelli
- 1945 : Mission spéciale de Maurice de Canonge - film tourné en deux époques -
- 1945 : Raboliot de Jacques Daroy
- 1945 : Le Roi des resquilleurs de Jean Devaivre
- 1946 : Martin Roumagnac de Georges Lacombe - Un ouvrier
- 1946 : Le Père tranquille de René Clément - Le boucher
- 1946 : L'assassin était trop familier de Raymond Leboursier - moyen métrage -
- 1947 : Fausse Identité d'André Chotin : Malaval
- 1947 : La Dame d'onze heures de Jean Devaivre
- 1947 : Un flic de Maurice de Canonge - Un inspecteur
- 1949 : Fantômas contre Fantômas de Robert Vernay - Un complice
- 1949 : Au royaume des cieux de Julien Duvivier - Un gendarme
- 1949 : Drame au Vel'd'Hiv' de Maurice Cam - Le commissaire
- 1949 : L'Héroïque Monsieur Boniface de Maurice Labro